# Ashraf Aman
Ashraf Aman (in urdu اشرف امان‎?; Aliabad, 15 gennaio 1943) è un alpinista pakistano.
È stato il primo pakistano ad essere salito sul K2 ed, inoltre, aver scalato quattro delle cinque montagne del Pakistan che fanno parte degli ottomila: Nangaparbat 1962, il Gashebrum II e Broad Peak nel 1982, Gashebrum I nel 1982. Nel 1988, Aman ha scalato con una spedizione scientifica italiana il Gashebrum I per la seconda volta e con la stessa spedizione il Gasherbrum.

## Premi
- Pakistan Pride of Performance